# 费尔迪南多·德乔治
费尔迪南多·德乔治（義大利語：Ferdinando De Giorgi，1961年10月10日—），意大利前排球運動員。他代表意大利參加了1988年奧運會以及1990年、1994年和1998年世界排球錦標賽。他現在則是一位排球教練。
2021年9月19日，他带领意大利夺得2021年欧洲男子排球锦标赛冠军。
2022年9月11日，他带领意大利夺得2022年世界男子排球锦标赛冠军。